# Peter Banks
Peter Banks (* 15. Juli 1947 in Barnet, Hertfordshire; † 7. März 2013 in London als Peter William Brockbanks) war ein britischer Rockgitarrist.

## Frühe Karriere
Peter Banks und Chris Squire spielten in einer Band namens The Syn, welche bis 1967 zwei Singles herausbrachte.
1968 spielte Banks auch für kurze Zeit in der Band Neat Change, mit der er ebenfalls eine Single aufnahm.
Nachdem sich Squire seinem Freund Clive Bailey in dessen Band Mabel Greer's Toy Shop angeschlossen hatte, spielte auch Banks eine gewisse Zeit in dieser Band. Banks verließ die Band wieder. Mittlerweile schlossen sich Sänger Jon Anderson und Schlagzeuger Bill Bruford der Gruppe an, und nachdem Bailey ausschied, stieß auch Keyboarder Tony Kaye zur Band. Banks kam ebenfalls zurück und die Band nahm einen neuen Namen, vorgeschlagen von Banks, an: Yes.

## Karriere mit Yes
Atlantic Records nahm 1969 die Band unter Vertrag und es wurde das Debütalbum Yes veröffentlicht. Im nächsten Jahr arbeitete man an einem neuen Album (Time And A Word). Anderson und Squire entschieden, dass die Band von einem Orchester begleitet wurde, sehr zum Missfallen von Banks, dessen Gitarrenteile mehr und mehr von den Aufnahmen verschwanden bzw. Note für Note überlagert wurden. Nachdem das Album auf den Markt gebracht wurde, verließ Banks die Band und wurde durch Steve Howe (zuvor bei Tomorrow) ersetzt. Auf den kurz darauf erschienenen Promotions-Filmclips hört man Banks zwar spielen, sieht aber Steve Howe. Steve Howe war auch auf dem US-Cover des Albums abgebildet, welches auch für die spätere CD-Ausgabe verwendet wurde.

## Arbeit mit anderen Bands
Nachdem Banks Yes hinter sich gelassen hat, spielte er 1970 kurze Zeit bei Blodwyn Pig und war Gast-Studiomusiker auf einem Album von Chris Harwood.
1971 gründete er die Band Flash, welche bis 1973 drei respektierte Alben aufnahm: Flash, In the Can und Out of Our Hands.
1973, kurz nach dem Erscheinen des letzten Flash-Albums, brachte Banks sein erstes Soloalbum Two Sides of Peter Banks heraus, auf dem eine ganze Reihe bekannter Gastmusiker zu finden ist: Bassist John Wetton, Schlagzeuger Phil Collins, Gitarrist Steve Hackett and Flash-Kollegen Jan Akkerman, Ray Bennett und Mike Hough.
Banks nahm in der Folge unter dem Bandnamen Empire gemeinsam mit seiner damaligen Frau und einigen anderen Musikern bis 1980 drei Alben auf, die jedoch erst Mitte der 1990er veröffentlicht wurden. Daneben arbeitete Banks weiterhin auch als Studiomusiker.
1993 brachte Banks sein zweites Soloalbum Instinct heraus, die ausschließlich instrumentalen Stücke wurden komplett von ihm alleine eingespielt. Auf seinem nächsten Soloalbum Only Self Contained (1995) wurde er nur von einem Keyboarder unterstützt.
1997 war Banks hauptverantwortlich dafür, dass eine Doppel-Live-CD unter dem Titel Something’s Coming (Titel in den USA: Beyond and Before), von den frühen Aufnahmen der Band Yes aufgelegt wurde. Außerdem brachte er mit Psychosync ein Live-Album der Band Flash heraus. Banks steuerte 1995 für das Yes-Tribute-Album Tales From Yesterday eine neue Version von Astral Traveller bei. Banks war wieder vermehrt als Studiomusiker tätig, bevor er 1999, sein viertes Soloalbum Reduction herausbrachte, das ganz im Stil von Instinct und Self Contained gehalten war. 2000 kompilierte er das Album Can I Play You Something?, das altes, teilweise nie veröffentlichtes Material der Bands The Syn, Mabel's Greer Toyshop, and Yes beinhaltete.

## Jüngste Arbeiten
1998 trat Banks gemeinsam mit Geoff Downes beim „Yestival“ (ein Festival für Yes-Fans, bei dem verschiedene Ex-Yes-Musiker spielen) auf. Die dort entstandene Idee, Peter Banks zu Asia zu holen, wurde wenig später verworfen. Banks trat unter anderem auch mit der Yes-Tribute-Band Fragile auf und arbeitete auch mit Oliver Wakeman (Sohn des Yes-Keyboarders Rick Wakeman) auf dessen Alben Jabberwocky (2000) und Hound of the Baskervilles (2002) zusammen.
Kurzzeitig war Banks Mitglied der wiedervereinigten Band The Syn.
Banks gründete außerdem mit Andrew Booker und Nick Cottam eine neue, auf Improvisationsbasis agierende Band namens Harmony in Diversity. Sie spielten eine kurze Tour in England im März 2006.

## Tod
Banks starb 2013 im Alter von 65 Jahren überraschend an Herzversagen.

## Autobiografie
Im Jahre 2002 legte Banks in Zusammenarbeit mit dem Ghostwriter Billy James seine Autobiografie Beyond and before – The Formative Years of Yes vor, die sich, anders als der Titel vermuten lässt, nicht nur den frühen Jahren von Yes, sondern Banks’ gesamter Karriere widmet.

## Diskografie
Mit Yes
- siehe Yes

Solo
- Two Sides of Peter Banks, 1973
- Instinct, 1994
- Self Contained, 1995
- Reduction, 1997
- Peter Banks: Can I Play You Something? 1999

Mit The Syn
- Created by Clive, 1967 [single]
- 14 Hour Technicolor Dream, 1967 [single]
- various artists: The Psychedelic Scene
- various artists: The Freakbeat Scene
- various artists: Rubble Collection 3
- various artists: Nuggets II, 2001
- Original Syn, 2004 / Original Syn 1965–2004, 2005

Mit Flash
- Small Beginnings, 1972 [single]
- Flash, 1972
- In the Can, 1973
- Watch Your Step, 1973 [single]
- Out of Our Hands, 1973
- Psychosync, 1997
- Ray Bennett: Angels and Ghosts

Mit Empire
- Empire: Mark I
- Empire: Mark II
- Empire: Mark III
- The Complete Recordings, 2017

Mit Harmony in Diversity
- Trying, 2006
- The Complete Recordings, 2018

Mit David Cross
- Crossover, 2020

Kompilationen
- various artists: Affirmative: The Yes Solo Family Album, 1993

Gastbeiträge
- Chris Harwood: Nice to Meet Miss Christine, 1970
- various artists: Tales from Yesterdays, 1995
- various artistis: Encores, Legends, and Paradox, A Tribute To The Music of ELP, 1999
- Clive Nolan & Oliver Wakeman: Jabberwocky
- Clive Nolan & Oliver Wakeman: The Hound of the Baskervilles
- Michelle Young: Marked for Madness
- Funky Monkey: Come Together People of Funk
- Funky Monkey: Join Us in Tomorrow, 2002
- various artists: Return to the Dark Side of the Moon, 2006